# Svart hålblomfluga
Svart hålblomfluga (Mallota cimbiciformis) är en tvåvingeart som först beskrevs av Fallen 1817.  Svart hålblomfluga ingår i släktet hålblomflugor, och familjen blomflugor.
Artens utbredningsområde är Sverige. Enligt den svenska rödlistan är arten nära hotad i Sverige. Arten förekommer i Götaland. Artens livsmiljö är stadsmiljö, skogslandskap, jordbrukslandskap. Inga underarter finns listade i Catalogue of Life.